# المرس (لعرارشة)
المرس هو دُوَّار يقع بجماعة الهيادنة، إقليم قلعة السراغنة، جهة مراكش آسفي في المملكة المغربية. ينتمي الدوّار لمشيخة لعرارشة التي تضم 17 دوار. يقدر عدد سكانه بـ 734 نسمة حسب الإحصاء الرسمي للسكان والسكنى لسنة 2004.

## روابط خارجية
- البوابة الوطنية للجماعات الترابية
- المندوبية السامية للتخطيط